# Matucana ritteri
Matucana ritteri är en kaktusväxtart som beskrevs av Albert Frederik Hendrik Buining. Matucana ritteri ingår i släktet Matucana och familjen kaktusväxter. Inga underarter finns listade i Catalogue of Life.

## Bildgalleri

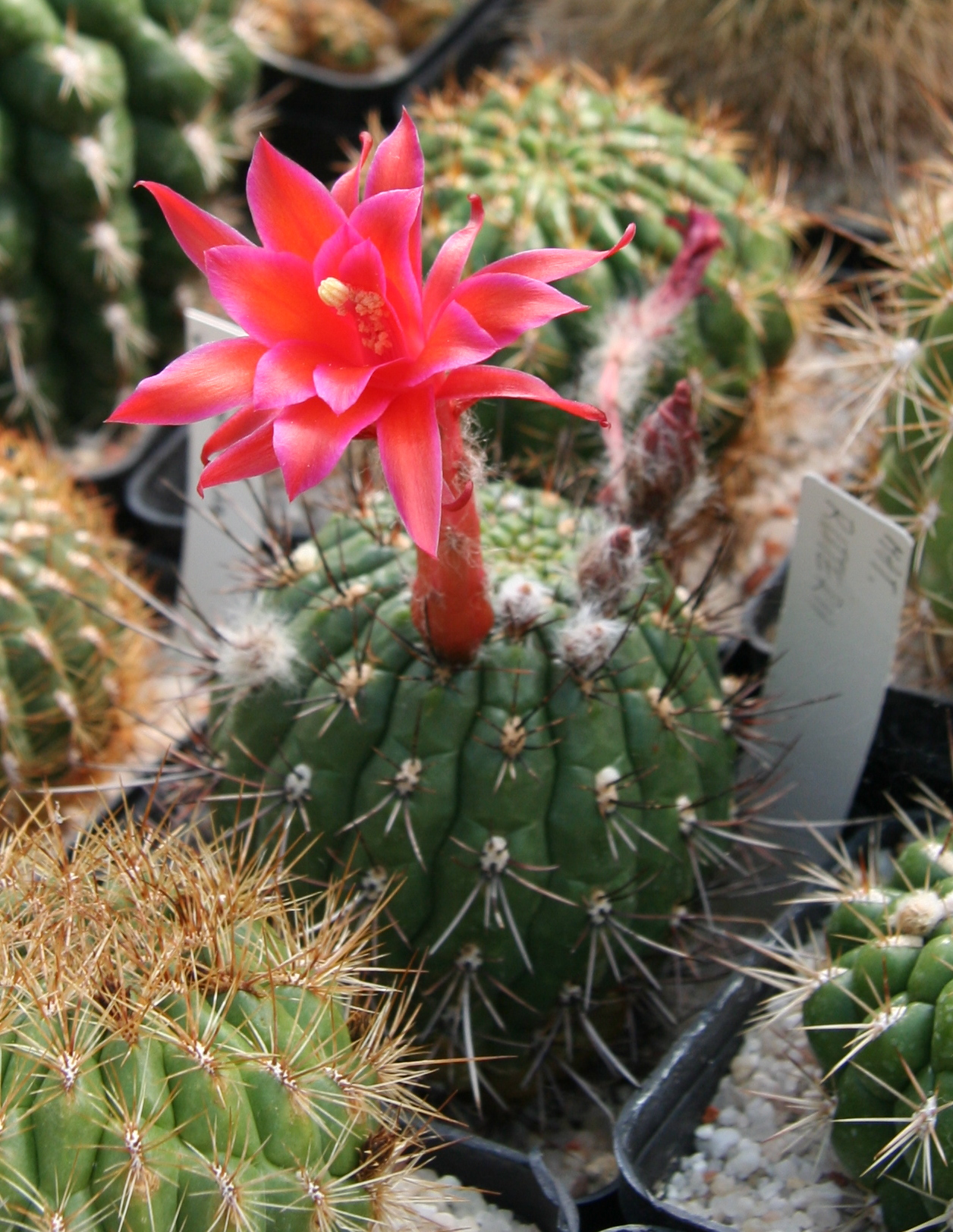